# Alberto Sorrentino
Alberto Sorrentino (La Spezia, 16 de febrero de 1916-Roma, 31 de enero de 1994) fue un actor de cine italiano. Apareció en 89 películas entre 1943 y 1988.

## Filmografía
- Io sono il Capataz (1950)
- Totó Tarzán (1950)
- I cadetti di Guascogna (1950)
- Anema e core (1951)
- Bellezze a Capri (1951)
- Arrivano i nostri (1951)
- Milano miliardaria (1951)
- Il padrone del vapore (1951)
- Sette ore di guai (1951)
- Stasera sciopero (1951)
- Tizio Caio Sempronio (1951)
- Totò terzo uomo (1951)
- Accidenti alle tasse!! (1951)
- Vendetta... sarda (1951)
- La famiglia Passaguai (1951)
- Bellezze a Capri (1951)
- È arrivato l'accordatore (1952)
- Il più comico spettacolo del mondo (1952)
- Maschera nera (1952)
- Altri tempi, episodio Il processo di Frine (1952)
- 5 poveri in automobile (1952)
- Dramma sul Tevere (1952)
- Jolanda, la figlia del Corsaro Nero (1952)
- I tre corsari (1952)
- Processo contro ignoti (1952)
- Abracadabra (1952)
- Una donna prega (1953)
- Passione (1953)
- Años fáciles (1953)
- Anna perdonami (1953)
- Finalmente libero (1953)
- Ivan, il figlio del diavolo bianco (1953)
- Fermi tutti... arrivo io! (1953)
- Se vincessi cento milioni (1953)
- Il paese dei campanelli (1954)
- Accadde al commissariato (1954)
- Trieste, cantico d'amore (1954)
- Cuore di mamma (1954)
- Il tiranno del Garda (1954)
- La prigioniera di Amalfi (1954)
- Viva il cinema! (1954)
- Bertoldo, Bertoldino e Cacasenno (1954)
- Se vincessi cento milioni (1954)
- La tua donna (1954)
- Napoli è sempre Napoli (1954)
- Da qui all'eredità (1955)
- Ricordami (1955)
- La bella di Roma (1955)
- Suor Maria (1955)
- Faccia da mascalzone (1956)
- Cantando sotto le stelle (1956)
- I giorni più belli (1956)
- Il corsaro della mezzaluna (1957)
- I dritti (1957)
- L'amore nasce a Roma (1958)
- Le dritte (1958)
- Valeria ragazza poco seria (1958)
- Sorrisi e canzoni (1958)
- Prepotenti più di prima (1959)
- Non perdiamo la testa (1959)
- Arriva la banda (1959)
- Simpatico mascalzone (1959)
- La sceriffa (1959)
- Agosto, donne mie non vi conosco (1959)
- La cento chilometri (1959)
- Il terrore dell'Oklahoma (1959)
- Quanto sei bella Roma (1959)
- Appuntamento a Ischia (1960)
- Caravan petrol (1960)
- I giganti della Tessaglia (1960)
- Cronache del '22 (1960)
- A qualcuna piace calvo (1960)
- Boccaccio 70 (1962)
- Le sette spade del vendicatore (1962)
- Vino, whisky e acqua salata (1962)
- Gli onorevoli (1963)
- The Agony and the Ecstasy (1965)
- Cuore matto... matto da legare (1967)
- Donne, botte e bersaglieri (1968)
- I clowns (1970)
- Lady Barbara (1970)
- Armiamoci e partite! (1971)
- Il santo patrono (1972)
- Le calde notti di Poppea (1972)
- I corpi presentano tracce di violenza carnale (1973)
- Il lumacone (1974)
- Occhio alla vedova (1975)
- Le cinque stagioni (1976)
- Action (1980)
- Una botta di vita (1989)